# Enyo lugubris
Enyo lugubris är en fjärilsart som beskrevs av Carl von Linné 1771. Enyo lugubris ingår i släktet Enyo och familjen svärmare. Inga underarter finns listade i Catalogue of Life.

## Bildgalleri

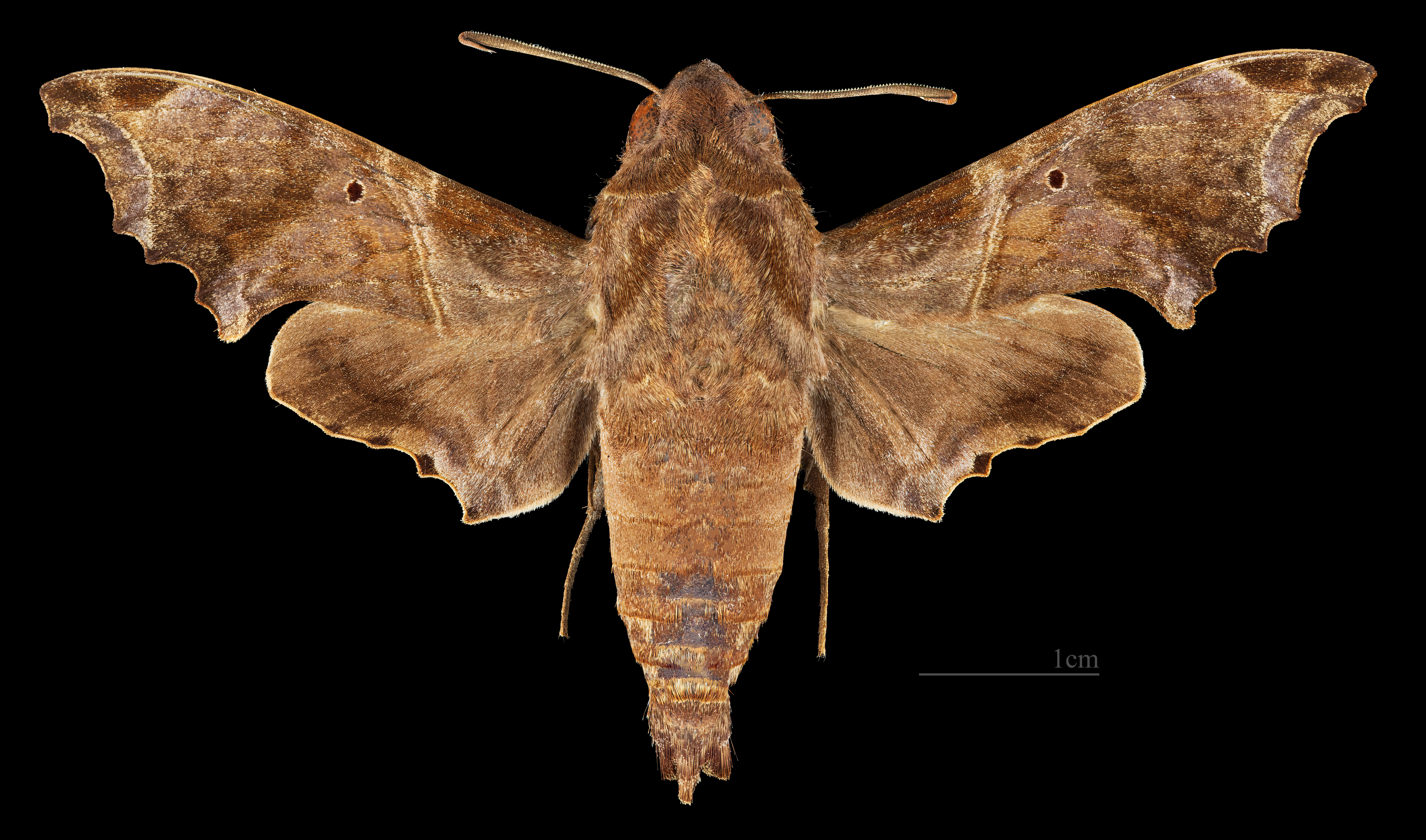
Enyo lugubris delanoi ♂
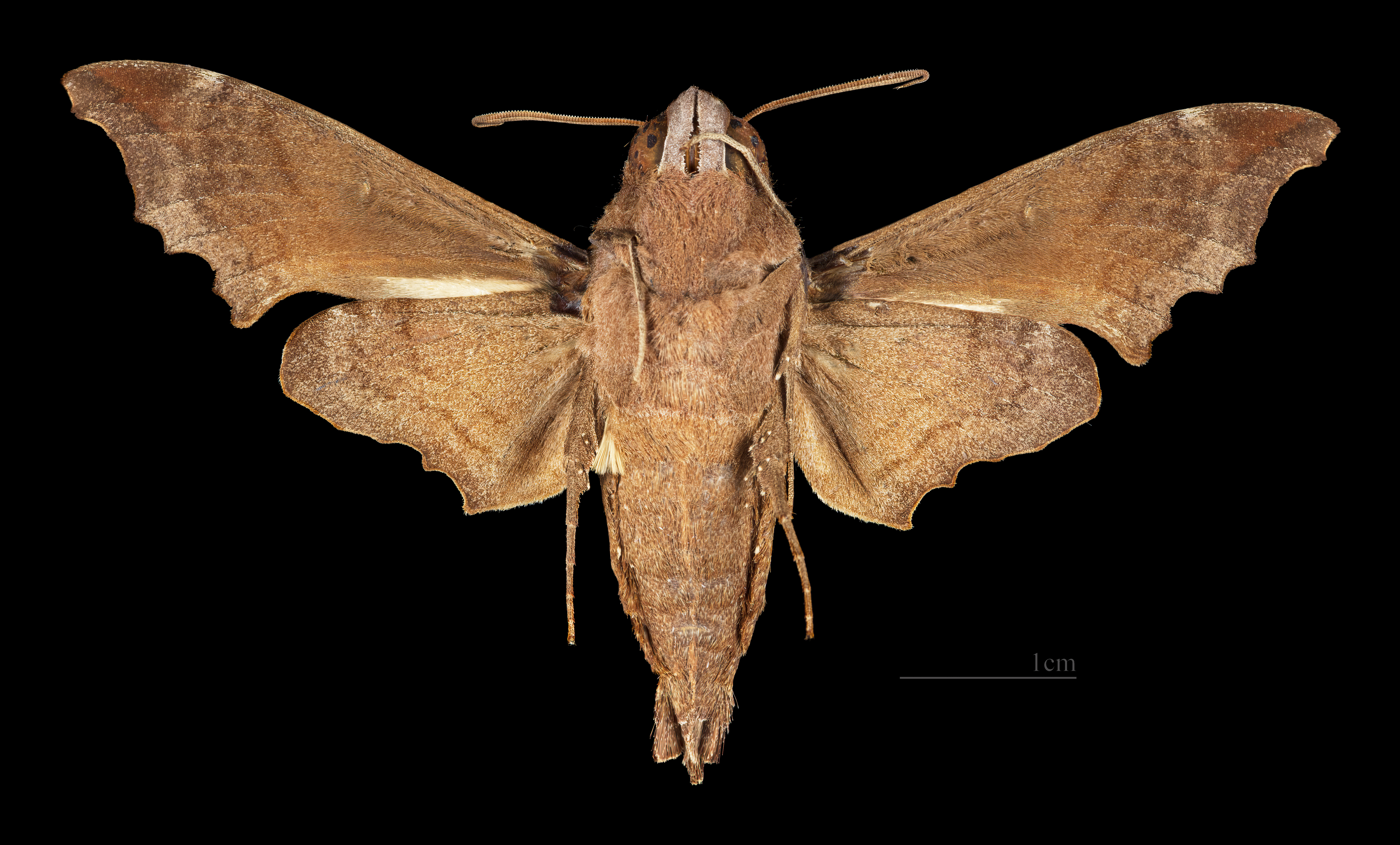
Enyo lugubris delanoi♂  △

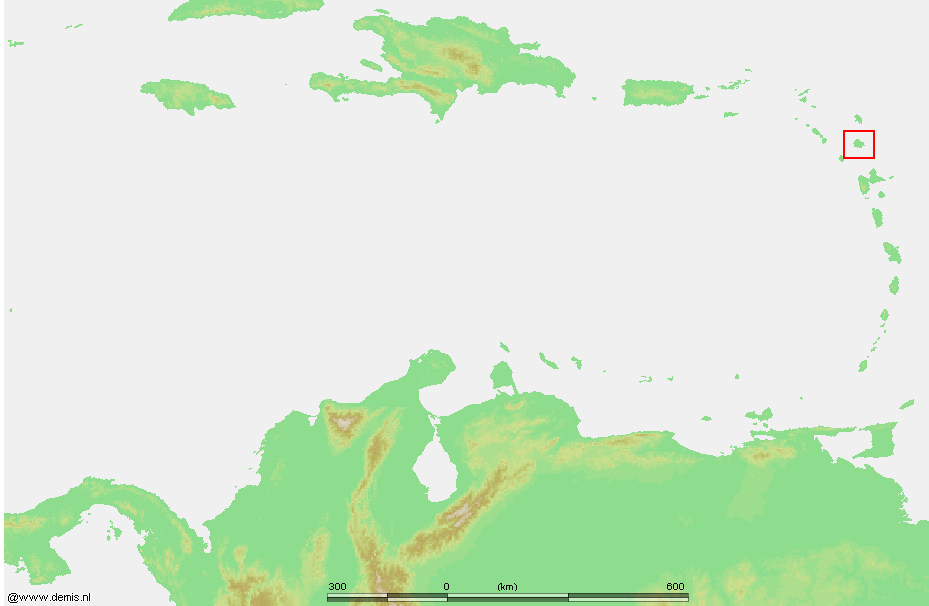